# EA Bright Light
EA Bright Light — компания, которая специализировалась на разработке компьютерных игр. Являлась дочерней компанией Electronic Arts. До марта 2008 года носила название Electronic Arts UK. Прекратила своё существование в октябре 2011 года.

## История компании
Точная дата открытия компании неизвестна; в 2004 году штат составляли сотрудники реорганизованной в Electronic Arts UK (первоначальное название EA Bright Light) студии Bullfrog Productions, основанной Питером Молиньё и Ле Эдгаром (и являвшейся собственностью Electronic Arts с 1994 года).
Офисы Bright Light размещались в одном здании с офисами другой фирмы, принадлежащей Electronic Arts — Criterion Games (примечательно, что Bright Light создали одну из игр серии Burnout, созданной Criterion, а также работали с их игровым движком).  
Ключевыми фигурами компании были — Харви Эллиотт (англ. Harvey Elliott) (генеральный менеджер), Уилл Байлс (англ. Will Byles) (творческий директор), Джонатан Банни (англ. Jonathan Bunney) и Роб О’Фаррелл (англ. Rob O'Farrell) (исполнительные продюсеры).
В начале своей деятельности компания разработала несколько менеджеров футбола и гоночных игр, таких как F1 2001 и Shox, однако наибольшую известность приобрели игры компании о Гарри Поттере, на которых компания сосредоточилась позднее.
Первой такой игрой стала Harry Potter: Quidditch World Cup 2003 года, симулятор квиддича, вымышленного вида спорта из книжной серии о волшебнике. Также компания принимала участие в работе над «Гарри Поттер и Узник Азкабана», а с 2006 года, с выпуском «Гарри Поттер и Кубок огня», вся работа над основными играми серии велась исключительно силами EA Bright Light (тогда как за первые три игры отвечали другие студии). 
В 2007 году была выпущена новая игра о Гарри Поттере, «Гарри Поттер и Орден Феникса». Данная игра, выполненная в жанре экшен-адвенчуры впервые представляла возможность свободно перемещаться по Хогвартсу, выполняя различные (основные и второстепенные) задания. 
В том же году сотрудники компании производят портирование игр коллекции The Orange Box от Valve (Half-Life 2  и «эпизоды», Portal, Team Fortress 2) на PlayStation 3; тогда же компания выпускает гоночную игру Burnout Dominator.
В марте 2008 года был проведен ребрендинг, в результате чего название было изменено с Electronic Arts UK на EA Bright Light, а компания стала уделять больше внимания рынку казуальных развлечений; результатом ребрендинга становится выпуск ряда аркадных игр, наиболее известная из которых — «песочница» Create. Также компания продолжает разрабатывать игры о Гарри Поттере — в 2009 году состоялся выход игры «Гарри Поттер и Принц-полукровка».
Последними двумя играми студии являются игры «Гарри Поттер и Дары Смерти. Часть 1» и «Гарри Поттер и Дары Смерти. Часть 2». После их выхода владелец компании, Electronic Arts, объявил о закрытии Bright Light; игровые издания предположили, что причиной этому стали низкие оценки, выставленные последним играм и недостаточно хорошие продажи; сотрудникам были предложены рабочие места в других филиалах основной компании.
В 2012 году стало известно, что Харви Эллиот занял должность руководителя разработки в компании Marmalade, специализирующейся на создании игр для портативных платформ.

## Разработанные игры
- 1999 — The F.A. Premier League Stars (ПК, PlayStation)
- 1999 — The F.A. Premier League Football Manager 99 (ПК)
- 1999 — FA Premier League Football Manager 2000 (ПК)
- 2000 — The F.A. Premier League Stars 2001 (ПК, PlayStation)
- 2000 — The F.A. Premier League Football Manager 2001 (ПК, PlayStation)
- 2001 — F1 2001 (ПК, PlayStation 2, Xbox)
- 2002 — Harry Potter and the Chamber of Secrets (PlayStation 2)
- 2003 — Shox (PlayStation 2)
- 2003 — Harry Potter: Quidditch World Cup (ПК, PlayStation 2, Xbox, GameCube)
- 2004 — Catwoman (ПК, PlayStation 2, Xbox)
- 2004 — Battlefield 2: Modern Combat (PlayStation 2, Xbox, Xbox 360) (совместно с DICE)
- 2004 — Harry Potter and the Prisoner of Azkaban (версия для PS2, GameCube, Xbox)[5]
- 2006 — Black (PlayStation 2, Xbox, Xbox 360) (игра компании Criterion Games, Bright Light занималась дополнительной разработкой[6])
- 2006 — Harry Potter and the Goblet of Fire (ПК, PlayStation 2, Xbox, GameCube, Nintendo DS, GameBoy Advance)
- 2007 — Burnout Dominator (PlayStation 2, PlayStation Portable)
- 2007 — Harry Potter and the Order of the Phoenix (ПК, Mac, PlayStation 2, PlayStation 3, PlayStation Portable, Wii, Xbox 360, Nintendo DS)
- 2007 — The Orange Box (портирование на PlayStation 3)
- 2008 — Zubo (Nintendo DS)
- 2008 — Monopoly (Xbox 360)
- 2008 — Hasbro Family Game Night (PlayStation 2, PlayStation 3, Wii, Xbox 360) (игры коллекции были изданы отдельно)
- 2009 — Trivial Pursuit (PlayStation 2, PlayStation 3, Wii, Xbox 360)
- 2009 — Harry Potter and the Half-Blood Prince (ПК, Mac, PlayStation 2, PlayStation 3, PlayStation Portable, Wii, Xbox 360, Nintendo DS)
- 2009 — Need for Speed: Shift (портирование на PSP)
- 2010 — Hasbro Family Game Night 2 (PlayStation 3, Wii, Xbox 360) (игры коллекции были изданы отдельно)
- 2010 — Hasbro Family Game Night 3 (PlayStation 3, Wii, Xbox 360) (игры коллекции были изданы отдельно)
- 2010 — Harry Potter and the Deathly Hallows: Part I (ПК, PlayStation 3, Wii, Xbox 360, Nintendo DS)
- 2010 — Create (ПК, Mac, PlayStation 3, Wii, Xbox 360)
- 2011 — Spare Parts (PlayStation 3, Xbox 360)
- 2011 — Harry Potter and the Deathly Hallows: Part II (ПК, PlayStation 3, Wii, Xbox 360, Nintendo DS)